# Gilman (Iowa)
Gilman – miasto w Stanach Zjednoczonych, w stanie Iowa, w hrabstwie Marshall. Zgodnie ze spisem statystycznym z 2000 roku, miasto liczyło 600 mieszkańców.